# Simone Niggli-Luderová
Simone Niggli-Luderová (* 9. ledna 1978, Burgdorf) je švýcarská reprezentantka v orientačním běhu. Jejími největšími úspěchy je dvacet zlatých medailí ze závodů na Mistrovství světa v orientačním běhu. V současnosti běhá za švédský klub Ulricehamns OK a současně za švýcarský sportovní klub OK Tisaren. Žije taktéž střídavě ve švýcarském Münsingenu a švédském Ulricehamnu.

## Sportovní kariéra
| Mistrovství světa | Sprint   | Middle    | Long     | Štafety  |
| ----------------- | -------- | --------- | -------- | -------- |
| Inverness 1999    | X        | 15. místo | X        | X        |
| Tampere 2001      | 3. místo | 4. místo  | 1. místo | 4. místo |
| Jona 2003         | 1. místo | 1. místo  | 1. místo | 1. místo |
| Västerås 2004     | 1. místo | 6. místo  | 4. místo | 4. místo |
| Aiči 2005         | 1. místo | 1. místo  | 1. místo | 1. místo |
| Århus 2006        | 2. místo | 1. místo  | 1. místo | 3. místo |
| Kyjev 2007        | 1. místo | 1. místo  | 3. místo | 4. místo |
| Miskolc 2009      | 3. místo | 3. místo  | 1. místo | 4. místo |
| Trondheim 2010    | 1. místo | 2. místo  | 1. místo | 4. místo |
| Lausanne 2012     | 1. místo | 5. místo  | 1. místo | 1. místo |
| Vuokatti 2012     | 1. místo | 1. místo  | 1. místo | 3. místo |

| Mistrovství Evropy | Sprint    | Middle   | Long      | Štafety  |
| ------------------ | --------- | -------- | --------- | -------- |
| Truskavets 2000    | X         | 2. místo | 19. místo | X        |
| Sümeg 2002         | 10. místo | 7. místo | 1. místo  | 2. místo |
| Røskilde 2004      | 1. místo  | 5. místo | 1. místo  | 6. místo |
| Otepää 2006        | 1. místo  | 5. místo | 1. místo  | 2. místo |
| Primorsko 2010     | 2. místo  | 1. místo | 1. místo  | 3. místo |
| Falun 2012         | 1. místo  | 1. místo | 1. místo  | X        |

| Mistrovství světa juniorů | Sprint | Middle    | Long     | Štafety  |
| ------------------------- | ------ | --------- | -------- | -------- |
| Govora 1996               | X      | 9. místo  | 9. místo | 2. místo |
| Leopoldsburg 1997         | X      | 6. místo  | 1. místo | 3. místo |
| Reims 1998                | X      | 18. místo | 7. místo | 3. místo |